# Gölle
Gölle is een plaats (község) en gemeente in het Hongaarse comitaat Somogy. Gölle telt 1157 inwoners (2001).